# Papioninis
Els papioninis (Papionini) són una tribu de micos del Vell Món que conté 38 espècies repartides en 7 gèneres. Es distingeixen dels micos de la tribu dels cercopitecinis pel musell prominent i la cua més curta. A més, tenen un dimorfisme sexual ben accentuat i els mascles són bastant més grans que les femelles.
La majoria d'espècies viuen a l'Àfrica subsahariana, però algunes es troben a Àsia.